# آنا واگنر
آنا واگنر (اسپانیایی: Ana Wagener‎؛ زادهٔ ۱۹۶۲) بازیگر اهل اسپانیا است.

## گزیدهٔ فیلم‌شناسی

### سینما
- رقص بر آبگینه[۳] (۲۰۲۲)
- آدو (۲۰۲۰)
- سراب[۴] (۲۰۱۸)
- مهمان نامرئی (۲۰۱۶)
- خیلی هیجان‌زده‌ام (۲۰۱۳)
- هر آنچه بخواهی (۲۰۱۰)
- بیوتیفول[۵] (۲۰۱۰)
- آبی تیره تقریباً سیاه[۶] (۲۰۰۶)
- روز هفتم (۲۰۰۴)
- تورمولینوس ۷۳ (۲۰۰۳)
- بولا[۷] (۲۰۰۰)

### تلویزیون
- بی‌گناه (۲۰۲۱)
- ۱۴ آوریل، جمهوری (۲۰۱۱)
- بانو (۲۰۰۸)
- مردان پاکو (۲۰۰۷)